# Kabinett Indira Gandhi II

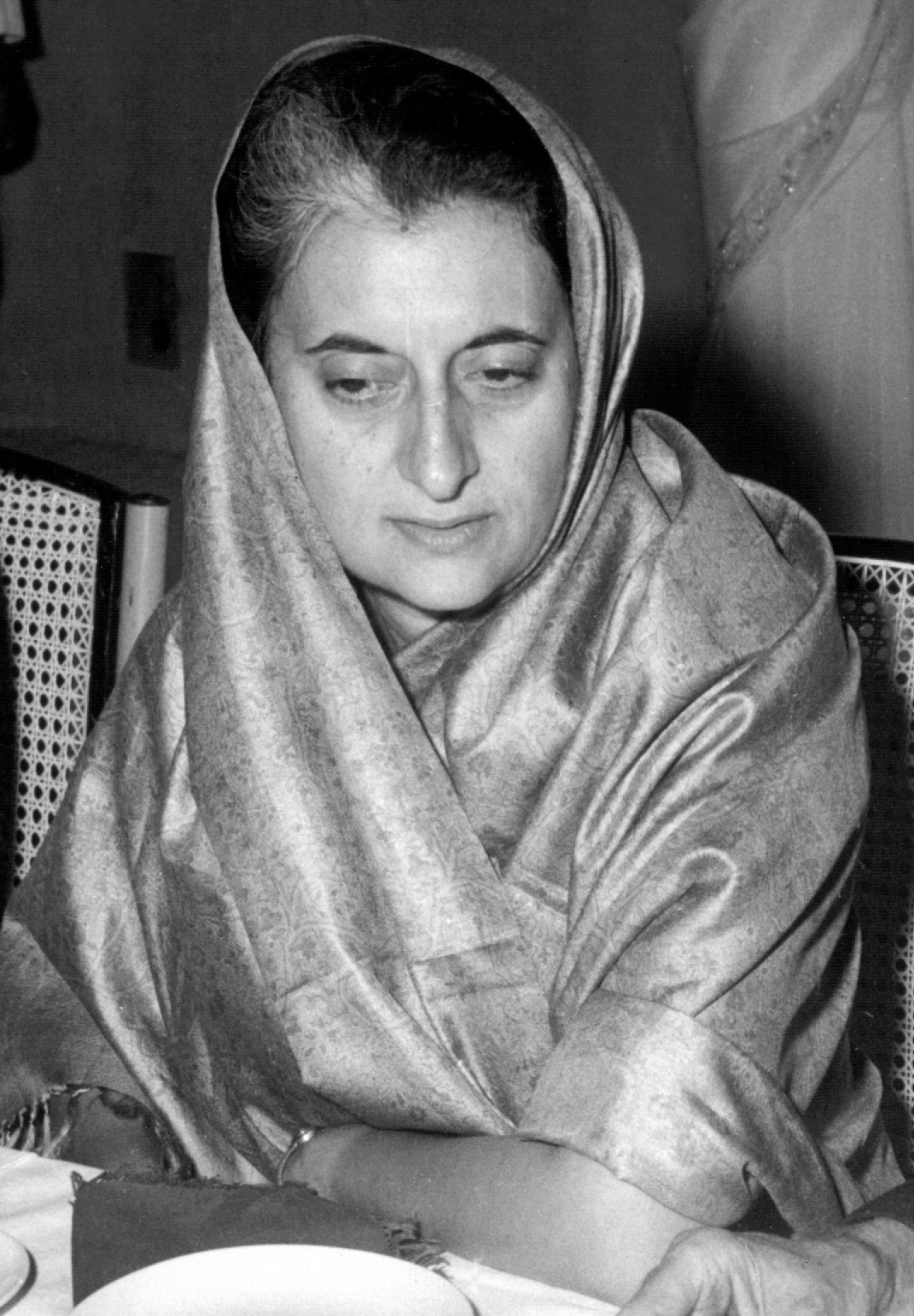
Premierministerin Indira Gandhi

Das Kabinett Indira Gandhi II wurde in Indien am 18. März 1971 durch Premierministerin Indira Gandhi vom Indischen Nationalkongress (INC) gebildet. Es löste das Kabinett Indira Gandhi I ab und blieb bis zum 24. März 1977 im Amt, woraufhin es durch das Kabinett Desai abgelöst wurde.
Der INC wurde bei der Wahl vom 13. März 1971 bestätigt und erhielt 350 der 520 Mandate in der Lok Sabha.
Am 25. Juni 1975 ließ Premierministerin Indira Gandhi den Ausnahmezustand proklamieren. Der Ausnahmezustand bestand über 21 Monate bis zum 21. März 1977. In dieser Zeit waren die Grundrechte wie Pressefreiheit aufgehoben oder eingeschränkt, zahlreiche Oppositionelle wurden inhaftiert und die Premierministerin regierte weitgehend per Dekret.
Bei der darauf folgenden Parlamentswahl erlitt der INC eine schwere Niederlage und erhielt nur noch 153 der 540 Sitze in der Lok Sabha. Wahlgewinner war die Janata Party (JNP), die unter dem früheren INC-Politiker Morarji Desai daraufhin eine Regierung bildete.

## Minister
Dem Kabinett gehörten folgende Minister an:
| Amt                                                                 | Name                                                                                         | Partei | Beginn der Amtszeit                                               | Ende der Amtszeit                                                 |
| ------------------------------------------------------------------- | -------------------------------------------------------------------------------------------- | ------ | ----------------------------------------------------------------- | ----------------------------------------------------------------- |
| Premierministerin                                                   | Indira Gandhi                                                                                | INC    | 18. März 1971                                                     | 24. März 1977                                                     |
| Ministerin für Information und Rundfunk                             | Indira Gandhi                                                                                | INC    | 18. März 1971                                                     | 8. November 1973                                                  |
| Weltraumministerin                                                  | Indira Gandhi                                                                                | INC    | 2. Juni 1972                                                      | 24. März 1977                                                     |
| Minister für Ernährung und Landwirtschaft                           | Fakhruddin Ali Ahmed C. Subramaniam Jagjivan Ram Kasu Brahmananda Reddy                      | INC    | 18. März 1971 3. Juli 1974 10. Oktober 1974 2. Februar 1977       | 3. Juli 1974 10. Oktober 1974 2. Februar 1977 24. März 1977       |
| Finanzminister                                                      | Yeshwantrao Balwantrao Chavan C. Subramaniam                                                 | INC    | 18. März 1971 10. Oktober 1974                                    | 10. Oktober 1974 24. März 1977                                    |
| Verteidigungsminister                                               | Jagjivan Ram Sardar Swaran Singh Indira Gandhi (kommissarisch) Bansi Lal                     | INC    | 18. März 1971 10. Oktober 1974 1. Dezember 1975 21. Dezember 1975 | 10. Oktober 1974 1. Dezember 1975 21. Dezember 1975 24. März 1977 |
| Außenminister                                                       | Sardar Swaran Singh Yeshwantrao Balwantrao Chavan                                            | INC    | 18. März 1971 10. Oktober 1974                                    | 10. Oktober 1974 24. März 1977                                    |
| Eisenbahnminister                                                   | K. Hanumanthaiah T. A. Pai Lalit Narayan Mishra Kamalapati Tripathi                          | INC    | 18. März 1971 22. Juli 1972 5. Februar 1973 3. Januar 1975        | 22. Juli 1972 5. Februar 1973 3. Januar 1975 24. März 1977        |
| Minister für Tourismus und Zivilluftfahrt                           | Karan Singh Raj Bahadur Kotha Raghuramaiah                                                   | INC    | 18. März 1971 9. November 1973 22. Dezember 1976                  | 9. November 1973 22. Dezember 1976 24. März 1977                  |
| Minister für parlamentarische Angelegenheiten                       | Raj Bahadur Kotha Raghuramaiah                                                               | INC    | 18. März 1971 5. Februar 1973                                     | 5. Februar 1973 24. März 1977                                     |
| Minister für Transport und Schifffahrt                              | Raj Bahadur Kamalapati Tripathi Uma Shankar Dikshit Gurdial Singh Dhillon                    | INC    | 18. März 1971 8. November 1973 10. Februar 1975 1. Dezember 1975  | 8. November 1973 10. Februar 1975 1. Dezember 1975 24. März 1977  |
| Minister für industrielle Entwicklung                               | Moinul Hoque Choudhury C. Subramaniam T. A. Pai                                              | INC    | 18. März 1971 22. Juli 1972 10. Oktober 1974                      | 22. Juli 1972 10. Oktober 1974 24. März 1977                      |
| Minister für Versorgung                                             | Moinul Hoque Choudhury (kommissarisch)                                                       | INC    | 18. März 1971                                                     | 2. Mai 1971                                                       |
| Minister für Bildung und soziale Wohlfahrt                          | Siddhartha Shankar Ray                                                                       | INC    | 18. März 1971                                                     | 20. März 1972                                                     |
| Minister für Arbeit und Rehabilitation                              | R. K. Khadilkar                                                                              | INC    | 18. März 1971                                                     | 1971                                                              |
| Minister für Recht und Justiz                                       | H. R. Gokhale                                                                                | INC    | 18. März 1971                                                     | 24. März 1977                                                     |
| Minister für Erdöl und Chemikalien                                  | H. R. Gokhale Devakanta Barua Keshav Dev Malviya                                             | INC    | 29. Januar 1972 5. Februar 1973 10. Oktober 1974                  | 5. Februar 1973 10. Oktober 1974 24. März 1977                    |
| Minister für Chemikalien und Düngemittel                            | Prakash Chand Sethi Keshav Dev Malviya (kommissarisch)                                       | INC    | 25. Dezember 1975 22. Dezember 1976                               | 22. Dezember 1976 24. März 1977                                   |
| Minister für Stahl und Schwerindustrie                              | Mohan Kumaramangalam Indira Gandhi (kommissarisch) T. A. Pai Keshav Dev Malviya              | INC    | 18. März 1971 6. Juni 1973 23. Juli 1973 11. Januar 1974          | 31. Mai 1973 23. Juli 1973 11. Januar 1974 10. Oktober 1974       |
| Minister für Gesundheit und Familienplanung                         | Kodardas Kalidas Shah Uma Shankar Dikshit Karan Singh                                        | INC    | 18. März 1971 19. Mai 1971 9. November 1973                       | 19. Mai 1971 5. Februar 1973 24. März 1977                        |
| Planungsminister                                                    | Indira Gandhi (kommissarisch) C. Subramanian Durga Prasad Dhar Indira Gandhi (kommissarisch) | INC    | 18. März 1971 24. April 1971 23. Juli 1972 2. Januar 1975         | 24. April 1971 22. Juli 1972 31. Dezember 1974 24. März 1977      |
| Minister für Wissenschaft und Technologie                           | C. Subramanian T. A. Pai (kommissarisch) Indira Gandhi                                       | INC    | 2. Mai 1971 10. Oktober 1974 2. Januar 1975                       | 10. Oktober 1974 2. Januar 1975 24. März 1977                     |
| Minister für öffentliche Arbeiten, Wohnungsbau und Stadtentwicklung | Uma Shankar Dikshit Bhola Paswan Shastri Kotha Raghuramaiah Hitendra Kanaiyalal Desai        | INC    | 2. Mai 1971 5. Februar 1973 10. Oktober 1974 23. Dezember 1976    | 5. Februar 1973 10. Oktober 1974 23. Dezember 1976 24. März 1977  |
| Innenminister                                                       | Indira Gandhi Uma Shankar Dikshit Kasu Brahmananda Reddy                                     | INC    | 18. März 1971 5. März 1973 10. Oktober 1974                       | 5. März 1973 10. Oktober 1974 24. März 1977                       |
| Minister für Schwerindustrie                                        | T. A. Pai                                                                                    | INC    | 5. Februar 1973                                                   | 10. Oktober 1974                                                  |
| Kommunikationsminister                                              | Raj Bahadur Kasu Brahmananda Reddy Shankar Dayal Sharma                                      | INC    | 8. November 1973 11. Januar 1974 10. Oktober 1974                 | 11. Januar 1974 10. Oktober 1974 24. März 1977                    |
| Minister für Bewässerung und Energie                                | K. C. Pant                                                                                   | INC    | 8. November 1973                                                  | 10. Oktober 1974                                                  |
| Minister für zivile Versorgung                                      | T. A. Pai Syed Mir Qasim                                                                     | INC    | 10. Oktober 1974 9. August 1976                                   | 8. August 1976 24. März 1977                                      |
| Minister für Versorgung und Rehabilitation                          | Kotha Raghuramaiah (kommissarisch)                                                           | INC    | 1. Dezember 1975                                                  | 21. Dezember 1975                                                 |
| Handelsminister                                                     | Debi Prasad Chattopadhyaya                                                                   | INC    | 23. Dezember 1976                                                 | 24. März 1977                                                     |
| Minister ohne Geschäftsbereich                                      | Uma Shankar Dikshit Bansi Lal Syed Mir Qasim Prakash Chandra Sethi                           | INC    | 10. Oktober 1974 1. Dezember 1975 7. Juni 1976 23. Dezember 1976  | 10. Februar 1975 21. Dezember 1975 9. August 1976 24. März 1977   |